# Sarigan
Sarigan ist eine kleine Vulkaninsel im Pazifischen Ozean. Sie gehört geographisch zum Inselbogen der Marianen und politisch zum Commonwealth der Nördlichen Marianen.
Sarigan liegt 37 Kilometer nordnordöstlich der Insel Anatahan, 67 Kilometer südlich der Insel Guguan sowie etwa 150 Kilometer nördlich von Saipan, der Hauptinsel der Nördlichen Marianen. Die dreieckig geformte, sich nach Südosten zuspitzende Insel mit einer Länge von 2,7 und einer Breite von etwa 2,5 Kilometer weist eine Fläche von 4,5 km² auf.
Sarigan ist ein Stratovulkan mit einer maximalen Höhe von 538 Metern über dem Meer. Im Vulkankrater mit einem Durchmesser von circa 750 Meter befinden sich ein Aschekegel sowie zwei Staukuppen. Beide Staukuppen waren der Ausgangspunkt von Lavaströmen, die die Küstenlinie erreichten. Die jüngsten Ausbrüche des Vulkans werden anhand der spärlichen Vegetation auf den Lavaströmen in das Holozän datiert; historische Überlieferungen von Ausbrüchen sind nicht bekannt.
Archäologische Funde verweisen auf eine frühere Besiedlung durch die Chamorros. Aus europäischer Sicht wurde die Insel 1669 vom spanischen Missionar Diego Luis de Sanvitores entdeckt. 1695 wurden alle Bewohner zuerst nach Saipan, im Jahr 1698 dann nach Guam deportiert. 
Zuvor spanische Kolonie, wurde Sarigan als Teil der nördlichen Marianen 1899 an das Deutsche Reich verkauft und gehörte bis 1914 zur Kolonie Deutsch-Neuguinea. Die deutschen Behörden nutzten die zuvor unbewohnte Insel zwischen 1900 und 1906 als Strafkolonie. Die Gefangenen, die zum Teil mit ihren Familien auf Sarigan lebten, wurden vorwiegend bei der Anlage von Kokospflanzungen eingesetzt. Ab 1909 war die Insel an die Pagan-Gesellschaft verpachtet, die überwiegend mit Kopra handelte. 1912 waren schätzungsweise 25 Hektar Kokospflanzungen vorhanden, die jedoch nicht mehr systematisch bewirtschaftet wurden, da die Pagan-Gesellschaft in wirtschaftliche Schwierigkeiten geraten war. Die Gesellschaft beschäftigte auch Vogelfänger auf Saipan. Die Federn der getöteten Vögel wurden über Japan nach Europa exportiert und dort zu Hutfedern verarbeitet.
Zwischen 1919 und 1944 wurde Saipan von Japan als Teil des Südseemandats verwaltet. In den 1930er Jahren lebten zwischen 10 und 20 Familien auf der Insel. Nach dem Zweiten Weltkrieg wurden die Bewohner von der Insel entfernt. Ab 1947 gehörte die Insel zum Treuhandgebiet Pazifische Inseln der Vereinigten Staaten; seit 1978 zum Commonwealth der Nördlichen Marianen.
Die heute unbewohnte Insel wurde in den frühen 1990er Jahren zum Naturschutzgebiet erklärt, nachdem vom Menschen eingeschleppte Tierarten weitgehend ausgerottet worden waren. Die von tiefen Schluchten und Tälern durchzogene Insel weist in Teilen eine dichte, tropische Vegetation, bestehend unter anderen aus Kokospalmen, auf.
Rund zwölf Kilometer südlich von Sarigan befindet sich ein submariner Vulkan, der South Sarigan Seamount. Er besteht aus mehreren Gipfeln mit einer maximalen Höhe von circa 184 Meter unter dem Meeresspiegel. Vermutlich handelt es sich um einen häufig aktiven Vulkan. Dem South Sarigan Seamount wird eine kurze Eruption am 29. Mai 2010 zugeordnet, bei der eine vermutlich überwiegend aus Wasserdampf bestehende Eruptionswolke schätzungsweise zwölf Kilometer hoch aufstieg.